# Arthur Gordon Pyms äventyr
Arthur Gordon Pyms äventyr är en roman av Edgar Allan Poe. Den publicerades 1838.